# Guénin
Guénin är en kommun i departementet Morbihan i regionen Bretagne i nordvästra Frankrike. Kommunen ligger i kantonen Baud som tillhör arrondissementet Pontivy. År 2022 hade Guénin 1 895 invånare.

## Befolkningsutveckling
Antalet invånare i kommunen Guénin
| Referens: INSEE |